# Polske III Liga
III Liga (polsk: Trzecia Liga) er den fjerde bedste polske fodboldliga for herrer. Ligaen består af 72 hold fra Polen. 
Holdene er inddelt i 4 grupper af 18 hold, hvor af 1. pladsen i hver gruppe rykker op i II Liga.
Fra 16.-18. rykker direkte ned i IV Liga.

## III Liga 2017/18
- III Liga 2017/18

| Fodbold | Spire Denne artikel om en fodboldturnering er en spire som bør udbygges. Du er velkommen til at hjælpe Wikipedia ved at udvide den. |